# Elecciones generales de Camboya de 1962
Las elecciones generales de Camboya de 1962 se fijaron para el 10 de junio. El partido oficialista, Sangkum, que ejercía como partido único de facto del país, fue el único partido en presentar candidatos después de que todos los opositores decidieran boicotear la elección. Obtuvo los setenta y siete escaños de la Asamblea Nacional, aumentando dieciséis escaños con respecto a la última elección.

## Campaña y boicot
Sihanouk comenzó su campaña en diciembre de 1961 para lograr un porcentaje del 100% de los votos. Comenzó atacando a Non Suon, el portavoz del partido socialista Pracheachon, durante una reunión de varios líderes de partidos políticos. El príncipe se negó a responder las preguntas de los partidos sobre la corrupción, el aumento de precios y el aumento del desempleo, argumentando que se habían presentado demasiado tarde para recibir respuesta alguna. Utilizó la misma táctica utilizada contra los demócratas en 1955 y pidió Non Suon participar en un "debate público" con él. Sin embargo, ante las manifestaciones populares por la seguridad del líder de izquierda, Sihanouk debió concederle protección policial. La campaña se intensificó en 1962, cuando varios presuntos miembros de Pracheachon fueron detenidos en Kompung Cham. Fueron encontrados en posesión de documentos que nunca fueron publicados, pero que habrían contenido evidencia de un proyecto de vigilancia de los políticos de Camboya, en nombre de "una potencia extranjera". Non Suon fue a su vez detenido pocos días después, seguido poco después por Chou Chet, el director de la revista Pracheachon. Otro periódico afín al partido, Pancha Shila, continuó en circulación unas pocas semanas antes de que su director fuera también detenido, tras publicar un poema jemer del siglo XVIII que instaba al gobierno a no hacer daño a la población.
Días después de estas detenciones arbitrarias, varios grupos opositores afirmaron que, si no se hacía algo pronto, los prisioneros serían ejecutados. La detención de los editores de periódicos no fueron reveladas, y el príncipe afirmó que los rumores de medidas arbitrarias para reducir las posibilidades del Pracheachon en las próximas elecciones eran fruto de la imaginación de algunos de sus críticos. Si bien estaba claro que Sihanouk mentía, había también divisiones y desacuerdos dentro del Partido Comunista de Kampuchea. Mientras que Keo Meas y Non Suon querían participar en las elecciones, el nuevo líder, Saloth Sar, objetó que no tenía ningún interés en presentar candidaturas en unas elecciones que no tenían ninguna posibilidad de ganar, afirmando que el abstencionismo podía servirles para que el régimen dejara de perseguirlos con tanta brutalidad. Finalmente, en mayo, el Pracheachon anunció que no presentaría candidatos y se disolvió legalmente, aunque continuaría existiendo en secreto. Estas elecciones minaron gravemente la legitimidad del Sangkum, sobre todo por el alto nivel de abstención, lo que desataría una derrota electoral interna en 1966 y el golpe de Estado de 1970